# Teoría de Bass-Serre
En la teoría geométrica de grupos, la Teoría de Bass-Serre es una parte del tema matemático de la teoría de grupos  y la topología combinatoria  que trata del análisis de la estructura algebraica de las acciones de grupos, mediante automorfismos, sobre los árboles simpliciales. 
Esta teoría relaciona las acciones de los grupos sobre árboles con la descomposición de grupos como aplicaciones iteradas de las operaciones de producto libres con amalgamación y la de HNN-extensión, empleando principalmente el concepto de grupo fundamental de un grafo de grupos. 
La teoría de Bass-Serre puede ser considerada como la versión 1-dimensional de la teoría de orbidades y aporta un método muy importante cuando se estudia a los grupos infinitos discretos.

## Historia
La teoría de Bass-Serre fue desarrollada por Jean-Pierre Serre en los setenta y formalizada en Trees, la monografía fundamental de Serre (desarrollada en conjunto con Hyman Bass) sobre el tema.
La motivación original de Serre fue para entender la estructura de ciertos  grupos algebraicos cuyas construcciones llamadas Bruhat-Tits buildings son árboles. Sin embargo, la teoría rápidamente se convirtió en una herramienta estándar de la teoría geométrica de grupos y de la topología geométrica, particularmente para el estudio de las 3-variedades. Subsecuentes trabajos de Hyman Bass contribuyeron substanciosamente a la formalización y desarrollo de esta herramienta básica, y actualmente el término Teoría de Bass-Serre es ampliamente usado para describir el tema.
Matemáticamente, la teoría de Bass-Serre se construye sobre la explotación y generalización de las propiedades de dos viejas construcciones teórico-grupales: producto libre amalgamado y HNN-extensión. Pero, no como el tradicional estudio algebraico de estas dos construcciones, la teoría de Bass-Serre usa el lenguaje geométrico de los espacios cubrientes y el grupo fundamental. Los Grafos de grupos, que son los objetos básicos de la teoría, pueden ser vistos como las versiones uno-dimensionales de la teoría de orbidades.
Aparte del libro de Serre (Trees), los tratamientos elementales de esta teoría están disponibles en los artículos de Bass (Covering theory for graphs of groups), el artículo de Scott-Wall (Topological methods in group theory), y los libros de Hatcher, Baumslag, Dicks-Martin Dunwoody y Cohen.

## Implementación básica

### Grafos en el sentido de Serre
El formalismo de los grafos en esta teoría es ligeramente diferente con la teoría de grafos estándar. Aquí un grafo A consiste de un conjunto de vértices V, uno de aristas E, un mapeo que invierte {\displaystyle \scriptstyle E\to E}, {\displaystyle \scriptstyle e\mapsto {\bar {e}}} tal que {\displaystyle \scriptstyle e\neq {\bar {e}}} y {\displaystyle \scriptstyle {\bar {\bar {e}}}=e} para toda {\displaystyle \scriptstyle e\in E}, y el mapeo de vértice inicial {\displaystyle \scriptstyle o:E\to V\,}. Así, en A, para cada arista e este viene equipado con su inverso formal {\displaystyle \scriptstyle {\bar {e}}}.  El vértice {\displaystyle o(e)} es llamado el origen o el vértice inicial de e y el vértice  {\displaystyle o({\bar {e}})} es llamado el vértice terminal de e y es denotado por t(e).
Ambos, los lazos (aristas para las cuales {\displaystyle o(e)=t(e)}) y vértices múltiples son permitidos. 
Una orientación sobre A es una partición de E en la unión de dos subconjuntos disjuntos {\displaystyle E^{+}} y {\displaystyle E^{-}} tales que para cada vértice e exactamente una de las aristas del par {\displaystyle e,{\bar {e}}} pertenece a {\displaystyle E^{+}} y la otra pertenece a {\displaystyle E^{-}}.

### Grafo de grupos
Un grafo de grupos A consiste de la siguiente data:
- un grafo conexo A
- una asignación {\displaystyle \scriptstyle v\mapsto A_{v}} de un grupo a cada vértice de A
- otra asignación {\displaystyle \scriptstyle e\mapsto A_{e}} de un grupo a cada arista del grafo
- un morfismo de frontera {\displaystyle \scriptstyle \alpha _{e}:A_{e}\to A_{o(e)}\,} para cada arista de A que es inyectivo, es decir un monomorfismo.

Para cada {\displaystyle \scriptstyle e\in E} el mapeo {\displaystyle \scriptstyle \alpha _{\bar {e}}:A_{e}\to A_{t(e)}} es denotado por {\displaystyle \scriptstyle \omega _{e}\,}

### Grupo fundamental de un grafo de grupos
Hay dos definiciones equivalentes de la noción de grupo fundamental de un grafo de grupos: 
- la  primera es una definición algebraica mediante una presentación de grupo, directamente como una aplicación iterada de los productos libres amalgamados y las HNN-extensiones;
- la segunda usando el lenguaje de grupoides.

La primera es la más fácil de establecer:
Primero, elija un árbol generador (spanning tree) T de A y una orientación {\displaystyle \scriptstyle E=E^{+}\sqcup E^{-}} de A. Entonces el grupo fundamental de A con respecto a T, denotado por {\displaystyle \scriptstyle \pi _{1}(\mathbf {A} ,T)}, es definido como el cociente del producto libre de grupos
{\displaystyle \scriptstyle *_{v\in V}A_{v}*F(E)}
donde F(E) es el grupo libre con base libre E, sujeto a las siguientes relaciones:
- {\displaystyle \scriptstyle {\bar {e}}\alpha _{e}(g)e=\omega _{e}(g)}, para cada e en E  y cada {\displaystyle \scriptstyle g\in A_{v}} y es llamada la relación de Bass-Serre
- {\displaystyle \scriptstyle {\bar {e}}e=1} para cada {\displaystyle \scriptstyle e\in E}
- e=1 para cada arista del árbol generador T.

### Los grupos fundamentales de un grafo de grupos como un proceso iterativo
El grupo {\displaystyle \scriptstyle G=\pi _{1}(\mathbf {A} ,T)} definido arriba admite una descripción algebraica en términos de productos libres amalgamados y HNN-extensiones.
Primero se construye un grupo B como cociente del producto libre
{\displaystyle \scriptstyle (*_{v\in V}A_{v})*F(E^{+}T)}
sujeto a las relaciones
- {\displaystyle \scriptstyle e^{-1}a_{e}(g)e=\omega _{e}(g)} para cada e en {\displaystyle \scriptstyle E^{+}T} y cada g en {\displaystyle A_{e}}
- {\displaystyle \scriptstyle e=1} para cada e en {\displaystyle \scriptstyle E^{+}T}

Esta presentación puede, entonces, ser reescrita como
{\displaystyle \scriptstyle B=*_{v\in V}A_{v}/{\rm {ncl}}\{\alpha _{e}(g)=\omega _{e}(g)\}} donde e está en {\displaystyle \scriptstyle E^{+}T} y g en {\displaystyle \scriptstyle G_{e}} lo que muestra que B es un producto libre amalgamado iterado de los grupos-vértices {\displaystyle \scriptstyle A_{v}}.
Entonces el grupo {\displaystyle \scriptstyle G=\pi _{1}(\mathbf {A} ,T)} tiene presentación
{\displaystyle \scriptstyle \langle B,E^{+}(A-T)|e^{-1}\alpha _{e}(g)e=\omega (g)\rangle } donde e pertenece a {\displaystyle \scriptstyle E^{+}(A-T)} y g a {\displaystyle \scriptstyle G_{e}}
lo que nos indica que G es una HNN-extensión múltiple de B con los símbolos estables {\displaystyle \scriptstyle \{e|e\in E^{+}(A-T)\}}.

### Descomposiciones
Un isomorfismo entre un grupo G y el grupo fundamental de un grafo de grupos is llamado un descomposición (splitting) de G. Si las grupos-arista en la descomposición vienen de alguna clase de grupos (e.g. finito, cíclico, abeliano, etc), a la descomposición se le dice que descompone sobre dicha clase. Así una descomposición donde todos los grupo-arista son finitos se dice que descompone sobre grupos finitos.
Algebraicamente, una descomposición de G con grupos-arista triviales corresponderá a la descomposición por producto libre 
{\displaystyle \scriptstyle (*_{v\in V}A_{v})*F(X)}
deonde F(X) es un grupo libre con base libre {\displaystyle X=E^{+}(A-T)} consistente en todos las aristas positivamente orientadas en el complemento del árbol-generador T en A.
- Datos: Q4868208